# Wahdat al-wudżud
Wahdat al-wudżud (arab. وحدة الوجود; dosł. jedność rzeczywistości) – doktryna filozoficzna wywodząca się z sufizmu, głosząca że we wszechświecie jest tylko jeden byt: Prawda Ostateczna (tożsama z Allahem).
Twórcą tej doktryny jest Ibn Arabi, choć nazwa wahdat al-wudżud nie pojawia się w żadnym z jego dzieł. Według tej doktryny, egzystencja bytów stworzonych jest "fałszywa", ponieważ stworzenie nie istniałoby, gdyby nie chciał tego Allah. Stworzenie jest jednak również manifestacją boskiego bytu.
Salafici uważają wahdat al-wudżud za sprzeczny z Koranem i zapożyczony z hinduizmu, dla którego cały wszechświat jest manifestacją bezosobowego absolutu (brahmana).